# Tamariscella promontorii
Tamariscella promontorii är en bladmossart som beskrevs av C. Müller 1899. Tamariscella promontorii ingår i släktet Tamariscella, klassen egentliga bladmossor, divisionen bladmossor och riket växter. Inga underarter finns listade i Catalogue of Life.